# Метод Нелдера — Мида
Не путать с «симплекс-методом» из линейного программирования — методом оптимизации линейной системы с ограничениями.
Метод Нелдера — Мида, также известный как метод деформируемого многогранника и симплекс-метод, — метод безусловной оптимизации функции от нескольких переменных, не использующий производной (точнее — градиентов) функции, а поэтому легко применим к негладким и/или зашумлённым функциям.
Суть метода заключается в последовательном перемещении и деформировании симплекса вокруг точки экстремума.
Метод находит локальный экстремум и может «застрять» в одном из них. Если всё же требуется найти глобальный экстремум, можно пробовать выбирать другой начальный симплекс. Более развитый подход к исключению локальных экстремумов предлагается в алгоритмах, основанных на методе Монте-Карло, а также в эволюционных алгоритмах.

## Алгоритм
Пусть требуется найти безусловный минимум функции n переменных {\displaystyle f\left(x^{(1)},x^{(2)},\ldots ,x^{(n)}\right)}. Предполагается, что серьёзных ограничений на область определения функции нет, то есть функция определена во всех встречающихся точках.
Параметрами метода являются:
- коэффициент отражения {\displaystyle \alpha >0}, обычно выбирается равным {\displaystyle 1}.
- коэффициент сжатия {\displaystyle \beta >0}, обычно выбирается равным {\displaystyle 0{,}5}.
- коэффициент растяжения {\displaystyle \gamma >1}, обычно выбирается равным {\displaystyle 2}.

1. «Подготовка». Вначале выбирается {\displaystyle n+1} точка {\displaystyle x_{i}=\left(x_{i}^{(1)},x_{i}^{(2)},\ldots ,x_{i}^{(n)}\right),i=1..n+1}, образующие симплекс n-мерного пространства. В этих точках вычисляются значения функции: {\displaystyle f_{1}=f(x_{1}),f_{2}=f(x_{2}),\ldots ,f_{n+1}=f(x_{n+1})}.
2. «Сортировка». Из вершин симплекса выбираем три точки: {\displaystyle x_{h}} с наибольшим (из выбранных) значением функции {\displaystyle f_{h}}, {\displaystyle x_{g}} со следующим по величине значением {\displaystyle f_{g}} и {\displaystyle x_{l}} с наименьшим значением функции {\displaystyle f_{l}}. Целью дальнейших манипуляций будет уменьшение по крайней мере {\displaystyle f_{h}}.
3. Найдём центр тяжести всех точек, за исключением {\displaystyle x_{h}}: {\displaystyle x_{c}={\frac {1}{n}}\sum \limits _{i\neq h}x_{i}}. Вычислять {\displaystyle f_{c}=f(x_{c})} не обязательно.
4. «Отражение». Отразим точку {\displaystyle x_{h}} относительно {\displaystyle x_{c}} с коэффициентом {\displaystyle \alpha } (при {\displaystyle \alpha =1} это будет центральная симметрия, в общем случае — гомотетия), получим точку {\displaystyle x_{r}} и вычислим в ней функцию: {\displaystyle f_{r}=f(x_{r})}. Координаты новой точки вычисляются по формуле:
{\displaystyle x_{r}=(1+\alpha )x_{c}-\alpha x_{h}}.
5. Далее смотрим, насколько нам удалось уменьшить функцию, ищем место {\displaystyle f_{r}} в ряду {\displaystyle f_{h},f_{g},f_{l}}.
Если {\displaystyle f_{r}<f_{l}}, то направление выбрано удачное и можно попробовать увеличить шаг. Производим «растяжение». Новая точка {\displaystyle x_{e}=(1-\gamma )x_{c}+\gamma x_{r}} и значение функции {\displaystyle f_{e}=f(x_{e})}.
Если {\displaystyle f_{e}<f_{r}}, то можно расширить симплекс до этой точки: присваиваем точке {\displaystyle x_{h}} значение {\displaystyle x_{e}} и заканчиваем итерацию (на шаг 9).
Если {\displaystyle f_{r}<f_{e}}, то переместились слишком далеко: присваиваем точке {\displaystyle x_{h}} значение {\displaystyle x_{r}} и заканчиваем итерацию (на шаг 9).
Если {\displaystyle f_{l}<f_{r}<f_{g}}, то выбор точки неплохой (новая лучше двух прежних). Присваиваем точке {\displaystyle x_{h}} значение {\displaystyle x_{r}} и переходим на шаг 9.
Если {\displaystyle f_{g}<f_{r}<f_{h}}, то меняем местами значения {\displaystyle x_{r}} и {\displaystyle x_{h}}. Также нужно поменять местами значения {\displaystyle f_{r}} и {\displaystyle f_{h}}. После этого идём на шаг 6.
Если {\displaystyle f_{h}<f_{r}}, то просто идём на следующий шаг 6.
В результате (возможно, после переобозначения) {\displaystyle f_{l}<f_{g}<f_{h}<f_{r}}.
6. «Сжатие». Строим точку {\displaystyle x_{s}=\beta x_{h}+(1-\beta )x_{c}} и вычисляем в ней значение {\displaystyle f_{s}=f(x_{s})}.
7. Если {\displaystyle f_{s}<f_{h}}, то присваиваем точке {\displaystyle x_{h}} значение {\displaystyle x_{s}} и идём на шаг 9.
8. Если {\displaystyle f_{s}>f_{h}}, то первоначальные точки оказались самыми удачными. Делаем «глобальное сжатие» симплекса — гомотетию к точке с наименьшим значением {\displaystyle x_{l}}:
{\displaystyle x_{i}\gets x_{l}+(x_{i}-x_{l})/2}, {\displaystyle i\neq l}.
9. Последний шаг — проверка сходимости. Может выполняться по-разному, например, оценкой дисперсии набора точек. Суть проверки заключается в том, чтобы проверить взаимную близость полученных вершин симплекса, что предполагает и близость их к искомому минимуму. Если требуемая точность ещё не достигнута, можно продолжить итерации с шага 2.